# Hrabia Huntingdon
Hrabia Huntingdon (ang. Earl of Hutingdon), tytuł parowski kreaowany kilkakrotnie w parostwie Anglii. Hrabia obecnej kreacji nie posiada żadnych dodatkowych tytułów, aczkolwiek jego najstarszy syn ma prawo do tytułu wicehrabiego Hastings. Rodową siedzibą hrabiów Huntingdon jest Hodcott House w hrabstwie Berkshire.
Według niektórych wersji legendy o Robin Hoodzie miał on nosić tytuł hrabiego Huntingdon.
Hrabiowie na Huntingdon 1. kreacji
- 1065–1076: Waltheof II
- 1076–1130: Maud z Huntingdon
- 1130–1138: Henryk Szkocki, 3. hrabia Huntingdon
- 1138–1139: Simon II de Senlis
- 1139–1141: Henryk Szkocki, 3. hrabia Huntingdon
- 1141–1153: Simon II de Senlis
- 1157–1165: Malcolm IV
- 1165–1174: Wilhelm I Lew
- 1174 - ????: Simon III de Senlis
- ???? - 1219: Dawid Szkocki, hrabia Huntingdon
- 1219–1237: Jan Szkocki, hrabia Huntingdon

Hrabiowie Huntingdon 2. kreacji (parostwo Anglii)
- 1337–1354: William de Clinton, 1. hrabia Huntingdon

Hrabiowie Huntingdon 3. kreacji (parostwo Anglii)
- 1377–1380: Guichard d'Angle, hrabia Huntingdon

Hrabiowie Huntingdon 4. kreacji (parostwo Anglii)
- 1388–1400: John Holland, 1. książę Exeter
- 1416–1447: John Holland, 2. książę Exeter
- 1447–1461: Henry Holland, 3. książę Exeter

Hrabiowie Huntingdon 5. kreacji (parostwo Anglii)
- patrz: markizowie Dorset 3. kreacji

Hrabiowie Huntingdon 6. kreacji (parostwo Anglii)
- 1479–1491: William Herbert, 1. hrabia Huntingdon

Hrabiowie Huntingdon 7. kreacji (parostow Anglii)
- 1529–1544: George Hastings, 1. hrabia Huntingdon
- 1544–1560: Francis Hastings, 2. hrabia Huntingdon
- 1560–1595: Henry Hastings, 3. hrabia Huntingdon
- 1595–1604: George Hastings, 4. hrabia Huntingdon
- 1604–1643: Henry Hastings, 5. hrabia Huntingdon
- 1643–1656: Ferdinando Hastings, 6. hrabia Huntingdon
- 1656–1701: Theophilus Hastings, 7. hrabia Huntingdon
- 1701–1704: George Hastings, 8. hrabia Huntingdon
- 1704–1746: Theophilus Hastings, 9. hrabia Huntingdon
- 1746–1789: Francis Hastings, 10. hrabia Huntingdon
- 1789–1804: Theophilus Henry Hastings, 11. hrabia Huntingdon
- 1804–1828: Hans Francis Hastings, 12. hrabia Huntingdon
- 1828–1875: Francis Theophilus Henry Hastings, 13. hrabia Huntingdon
- 1875–1885: Francis Power Plantagenet Hastings, 14. hrabia Huntingdon
- 1885–1939: Warner Francis John Plantagenet Hastings, 15. hrabia Huntingdon
- 1939–1990: Francis John Clarence Westenra Plantagenet Hastings, 16. hrabia Huntingdon
- 1990 -: William Edward Robin Hood Hastings-Bass, 17. hrabia Huntingdon